# .22 Short

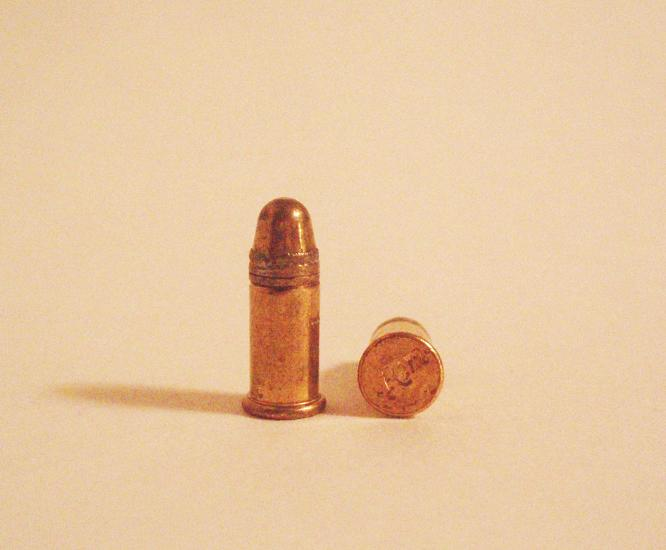
O cartucho .22 Short.

O .22 Short é uma variante do cartucho de fogo circular no calibre .22 (5,6 mm). Desenvolvido em 1857 para o primeiro revólver da Smith & Wesson, o Model 1, o .22 de fogo circular, foi o primeiro cartucho metálico Norte americano.

## Características
A carga original desse cartucho era um projétil de 1,879 ou 1,944 g (29 ou 30 gr) e 0,2592 g (4 gr) de pólvora. O cartucho ".22 de fogo central" foi renomeado para ".22 Short" com a introdução do .22 Long em 1871.
Desenvolvido para autodefesa, o .22 Short moderno, apesar de continuar sendo usado em pistolas de bolso e minirevólveres, é mais utilizado como uma munição "silenciosa" na prática de tiro recreacional. O .22 Short era muito usado em estandes de tiro, feiras e jogos; vários fabricantes de rifles, produziram modelos de armas de salão exclusivamente para o .22 Short. Devido ao seu baixo recuo e boa precisão, o .22 Short foi usado na modalidade de "25m Pistola Tiro Rápido" nos Jogos Olímpicos até 2004, e eram permitidos na parte de tiro do pentatlo moderno antes que passassem a usar pistolas de ar comprimido.
Vários fabricantes de pistolas de partida, usam cartuchos .22 Short de festim. Alguns "pinadores" acionados a pólvora, usam cartuchos .22 Short.[carece de fontes?]